# Un home en guerra
Un home en guerra (títol original: One Man's War) és una pel·lícula per a la televisió produïda per HBO, Channel 4 i Amnistia Internacional el 1991, dirigida per Sergio Toledo i protagonitzada per Anthony Hopkins. Explica la trista història real del metge paraguaià Joel Filártiga, el fill del qual de 17 anys, Joelito, va ser torturat i assassinat per la policia durant la dictadura del general Alfredo Stroessner. Ha estat doblada al català.

## Argument
Al costat de la seva família, el doctor Filártiga (Anthony Hopkins) exerceix una gran labor humanitària, atenent a la gent pobra d'un lloc apartat del país, alhora que viatja periòdicament als Estats Units per vendre les seves pintures (amb la qual cosa finança la seva clínica) i també per denunciar davant la comunitat internacional els crims de la dictadura de Stroessner al Paraguai. Al març de 1976, Joelito Filártiga (Leonardo García Val), fill del doctor Filártiga, és segrestat i torturat fins a la mort per Américo Norberto Peña Irala (René Pereyra), inspector general de la Policia d'Asunción, en represàlia per les activitats polítiques del seu pare.
Peña Irala li mostra a Dolly Filártiga (Fernanda Torres) el cos inert del seu germà, assegurant-li que s'ha tractat d'un crim passional comès per Hugo Duarte Arredondo (Rufino Echegoyen), veí de la família, que és detingut com a autor confés. No obstant això, en examinar el cos, el doctor Filártiga i Dolly descobreixen clares evidències de l'atroç tortura a la qual va ser sotmès Joelito a mans de la policia.
Malgrat els riscos que corren ell i la seva família, Filártiga es proposa portar a la justícia als veritables responsables de l'assassinat del seu fill, comptant amb l'ajuda de l'advocat Horacio Galeano Perrone (Rubén Blades). Després de suportar una campanya de terror en contra seva promoguda per la dictadura stronista, Filártiga aconsegueix que s'obri un procés contra Peña Irala, però aquest "desapareix" misteriosament, al mateix temps que Galeano Perrone és detingut per una suposada evasió d'impostos, amenaçat de mort i inhabilitat per exercir la seva professió.
Filártiga torna a treballar a la seva clínica, resignat. No obstant això, temps després, Galeano Perrone el visita per informar-li que Peña Irala ha estat vist a Nova York. Dolly Filártiga decideix llavors establir-se als Estats Units per denunciar a Peña Irala davant la justícia d'aquest país, la qual cosa donaria inici a l'històric judici Filártiga vs. Peña-Irala, el 1980.

## Repartiment
- Anthony Hopkins: Joel
- Norma Aleandro: Nidia
- Fernanda Torres: Dolly
- Leonardo García Vale: Joelito
- Miah Michelle: Analy
- Ana Ofelia Murguía: Dona Teresa
- José Antonio Estrada: Leandro
- Rubén Blades: Perrone
- Sergio Bustamante: Gomes
- René Pereyra: Pena
- Claudia Guzmán: Charo
- Rufino Echegoyen: Duarte
- Salvador Sánchez: Ramirez

## Producció
La pel·lícula va ser dirigida a iniciativa d'Amnistia Internacional, poc després de la caiguda de Stroessner, i produïda per Channel 4 i HBO. Va ser filmada a Ciutat de Mèxic, Veracruz i Tlacotalpan.
Va ser el primer treball d'Anthony Hopkins després de l'oscaritzada interpretació de Hannibal Lecter en The Silence of the Lambs (1991) i la segona pel·lícula del director brasiler Sergio Toledo (fill de l'actriu Beatriz Segall), que va rebre bones crítiques per la seva òpera prima Vora (1986). No obstant això, les exigències a les quals es va veure sotmès per treballar amb una estrella de la categoria de Hopkins van ser tantes que, després de finalitzar el rodatge, Toledo es va retirar de la indústria del cinema.